# Fede e Luce

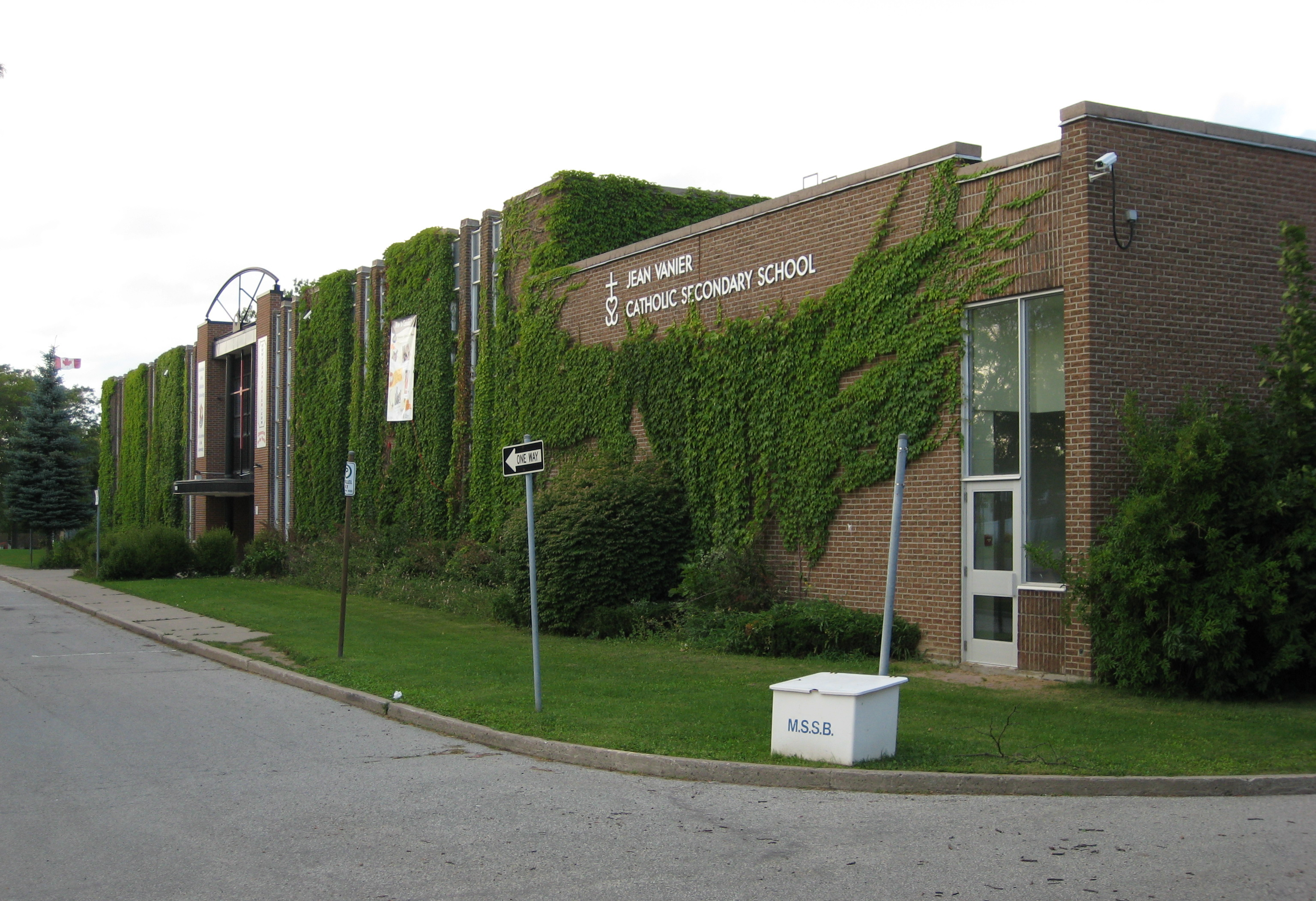
La scuola cattolica di Toronto intitolata a Jean Vanier nel 1989.

Foi et Lumiére International (letteralmente Fede e Luce Internazionale) è associazione internazionale cattolica ecumenica fondata in Francia nel 1971 da Jean Vanier e Marie-Hélène Mathieu. con lo scopo di incentivare le relazioni fra le persone, con particolare riferimento ai portatori di handicap mentale e alle loro famiglie. È organizzata in comunità d'incontro che si ritrovano regolarmente per condividere il proprio tempo libero e per pregare insieme.
In Italia l'associazione prende il nome di Fede e Luce e dal 2001 e opera nello Stato come Onlus.

## Storia

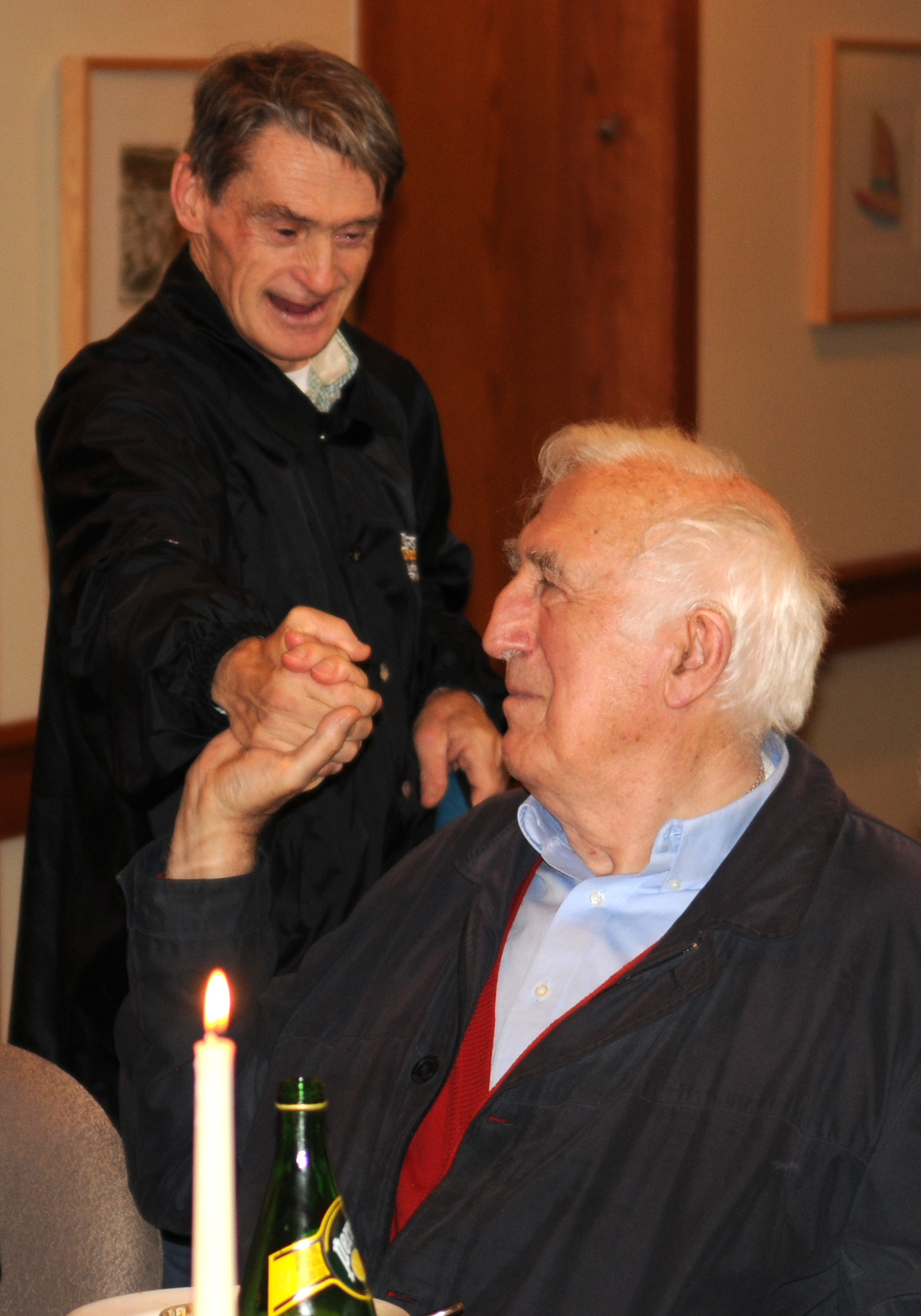
Jean Vanier a un incontro dell'Arche Daybreak di Richmond Hill (Canada) del 2009.

Il movimento è stato fondato in Francia il 9 aprile 1971 da Jean Vanier e Marie-Hélène Mathieu con il nome di Foi et Lumiére. In seguito al rifiuto incontrato da due giovani fratelli con handicap mentale a partecipare a un pellegrinaggio a Lourdes organizzato da una diocesi francese tre anni prima, Vanier e Mathieu ne progettarono uno autonomo e internazionale, ottenendo l'approvazione del vescovo di Beauvais Stéphane Desmazières, e avviando nel contempo le prime comunità per aiutare le persone "diversamente abili" a trovare un proprio spazio nella comunità ecclesiale. La proposta, pur fra molte difficoltà e obiezioni, ebbe successo ed al pellegrinaggio del 1971 si iscrissero oltre 12.000 persone provenienti da 15 paesi diversi, di cui 4.000 portatori di handicap mentale.
Successivamente, per non disperdere quell'esperienza di condivisione e solidarietà, i partecipanti e le loro famiglie continuarono ad incontrarsi nei rispettivi paesi di provenienza. Alcuni dei pellegrini italiani iniziarono a tenere riunioni a Roma per iniziativa di suor Ida Maria Ferri, che aveva guidato il gruppo italiano a Lourdes e che aprì loro le porte della casa Les Oiseaux di Villa Patrizi, di cui era la superiora. Nell'autunno del 1974 la comunità si costituì in associazione dando vita al ramo italiano di Fede e Luce, mentre il movimento si diffondeva sia a Roma (15 gruppi) che in tutta Italia (60 gruppi) e in altri ottanta paesi del mondo.
Caratterizzato fin dai suoi inizi dalla presenza protestante accanto a quella cattolica, il movimento internazionale Foi et Lumière ha esplicitato nel suo statuto e costituzione (adottati nel 1982 nell'assemblea generale di Wetherby) la propria interconfessionalità, il rispetto per le diverse tradizioni cristiane e la missione ecumenica. I pontefici d'altro canto hanno testimoniato in più di un'occasione il proprio interesse e benevolenza per le comunità di Fede e Luce, incoraggiando calorosamente il movimento fin dalla sua nascita.

## Ispirazione
Secondo le parole del suo fondatore Jean Vanier, «Fede e Luce è creazione di legami, di comunità, di amore; è persone in relazione le une con le altre, persone impegnate verso le altre (cosa straordinaria nel nostro mondo di infedeltà); Fede e Luce è legame, non solo tra persone che sono forti, sane, in buona salute, ma legame con chi è più debole, legame con chi è normalmente rifiutato. Questo è il dono di Fede e Luce: noi siamo legati da vincoli di amicizia gli uni agli altri, esiste un'alleanza tra coloro che sono più deboli e chi è stato chiamato a vivere con loro.»

## Organizzazione e diffusione
Fede e Luce è costituita da 1.648 comunità, raggruppate in 50 province che coprono i cinque continenti. È presente in 81 paesi di 38 lingue diverse: 22 in Africa, 13 nelle Americhe, 12 in Asia, 32 in Europa e 2 in Oceania. La Francia è il paese con il maggior numero di comunità, 310. L'associazione edita due pubblicazioni in francese, inglese e spagnolo: una trimestrale, Hisse et Ho!, e una annuale, Carnet de route. La sua sede centrale e la segreteria sono a Parigi. L'attuale presidente è il canadese Henri Major e il coordinatore internazionale il francese Ghislain du Chéné.
In Italia sono presenti circa una sessantina di comunità, riunite in 3 province:
- "Un fiume di Pace" (raccoglie le 21 comunità delle regioni settentrionali oltre a 2 comunità di Israele),[14]
- "Kimata" (raccoglie le 22 comunità delle regioni centrali oltre a 2 comunità di Grecia e Cipro),
- "Mari e vulcani" (raccoglie le 18 comunità delle regioni meridionali e insulari).